# Семейный консультант (фильм)
«Семейный консультант» (англ. Temptation: Confessions of a Marriage Counselor) — американский кинофильм, снятый по одноименной пьесе 2008 года. Съемки фильма начались 26 октября 2011 в Атланте, а его премьера первоначально была запланирована на 27 июля 2012 года, однако позже перенесена на 29 марта 2013 года.

## Сюжет
Личная и профессиональная жизнь брачного консультанта усложняется, когда она вступает в отношения с одним из своих клиентов.

## В ролях
- Джерни Смоллетт — Джудит, брачный консультант[3]
- Ванесса Уильямс — Дженис, владелец фирмы, где работает Джудит[4]
- Ким Кардашян — Эва, коллега Джудит[5]
- Лэнс Гросс — Брайс, муж Джудит[4]
- Брэнди Норвуд — Мелинда, коллега Брайса[4]
- Элла Джойс — Сара